# Équipe de Bosnie-Herzégovine de Coupe Davis
L'équipe de Bosnie-Herzégovine de Coupe Davis représente la Bosnie-Herzégovine à la Coupe Davis. Elle est placée sous l'égide de la Fédération bosnienne de tennis.

## Historique
Créée en 1996, après la dissolution de l'équipe de Yougoslavie de Coupe Davis, l'équipe de Bosnie-Herzégovine de Coupe Davis a d'abord évolué dans le groupe III de la zone Europe-Afrique, descendant dans le groupe IV durant une seule saison (2004).
En 2009, après une victoire contre la Tunisie, l'équipe bosnienne est promue pour la première fois dans le groupe II de la zone Europe-Afrique et parvient ensuite à se stabiliser à ce niveau, notamment avec l'arrivée en 2010 de Damir Džumhur, joueur prometteur qui réalise rapidement les meilleures performances d'un Bosnien sur le circuit professionnel.
En 2016, la Bosnie-Herzégovine s'impose largement (5-0) face à la Lituanie lors du 3e tour du groupe II, ce qui permet à l'équipe d'être promue pour la première fois de son histoire dans le groupe I.
Lors de sa première saison dans le groupe I, la Bosnie-Herzégovine s'impose d'abord face à la Pologne (5-0), échappant ainsi au risque de relégation, puis s'incline contre les Pays-Bas (3-1) malgré les efforts de Damir Džumhur, qui s'impose nettement face à Thiemo de Bakker puis ne s'incline qu'en 5 sets face à Robin Haase.

## Joueurs de l'équipe
Les joueurs historiques de l'équipe :
- Damir Džumhur
- Mirza Bašić
- Aldin Šetkić
- Tomislav Brkić
- Nerman Fatić
- Bojan Vujić (Serbe de Bosnie, il a joué pour la Serbie et Montenegro en 1996 et 1997, alors même que l'équipe de Bosnie existait depuis 1996, avant de décider, par manque de sélections, de jouer pour la Bosnie en 2004)